# 폰트힐 꽃병

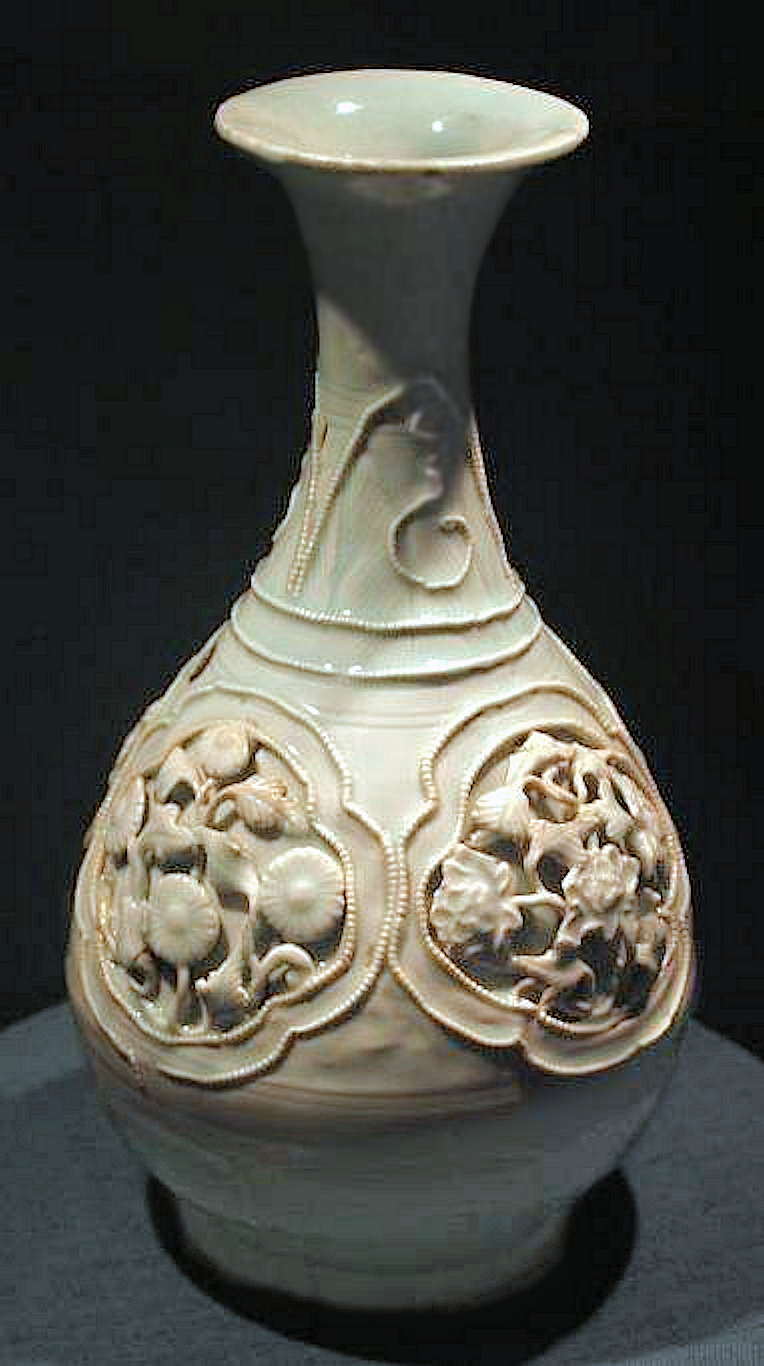

폰트힐 꽃병(Fonthill Vase)은 1300년에서 1340년 사이에 제작된 도자기로, 유럽에 도달한 최초의 기록된 중국 도자기로 유명하다. 폰트힐 꽃병은 청화 도자기가 유행하기 직전 청백 도자기가 대세였던 시기가 끝나갈 때 쯤 징더전시에서 제작됐다. 폰트힐 꽃병을 처음 소장하게 된 인물은 헝가리의 러요시 1세로 여겨진다. 그는 폰트힐 꽃병을 교황 베네딕토 12세를 방문하러 가던 중국인 외교관으로부터 처음 받았다. 이후 폰트힐 꽃병은 나폴리 왕국의 카를로 3세, 장 1세 드 베리 공작, 프랑스의 루이, 프랑스의 주교 코마흐탱의 레페브브르(François Lefebvre de Caumartin), 영국의 윌리엄 베크포드(William Beckford), 스코틀랜드의 존 파쿠허(John Farquhar)를 거쳤다가 최종적으로 1882년 아일랜드 국립박물관이 28파운드에 구매하였다.